# Fritz Sperling
Fritz Sperling (Innsbruck, 1º agosto 1945 – 16 settembre 2022) è stato un bobbista austriaco.

## Biografia
Attivo durante gli anni settanta e la prima metà degli anni ottanta, ha gareggiato in entrambi i ruoli di questo sport, iniziando la carriera come frenatore per poi convertirsi al ruolo di pilota a partire dal 1976.
Ha partecipato a tre edizioni dei Giochi olimpici invernali: a Sapporo 1972 si classificò al tredicesimo posto nel bob a due e al settimo nel bob a quattro; quattro anni dopo, a Innsbruck 1976, fu quarto nella specialità a biposto e settimo in quella a quattro, mentre a Lake Placid 1980 si piazzò in settima posizione nella gara a due e in quarta in quella a quattro.
Ha inoltre preso parte ad almeno sei edizioni dei campionati mondiali, conquistando in totale due medaglie. Nel dettaglio i suoi risultati nelle prove iridate sono stati, nel bob a due: quarto a Sankt Moritz 1974, sesto a Sankt Moritz 1977, sesto a Cortina d'Ampezzo 1981; nel bob a quattro: medaglia d'argento a Lake Placid 1973 con Werner Delle Karth, Walter Delle Karth e Hans Eichinger, medaglia di bronzo a Sankt Moritz 1974 con gli stessi compagni, quarto a Breuil-Cervinia 1975 e quarto a Sankt Moritz 1982.
Agli europei ha invece conquistato tre medaglie: una d'oro, ottenuta nel bob a quattro a Sankt Moritz 1978, e due di bronzo, una nella specialità biposto e una in quella a quattro.

## Palmarès

### Mondiali
- 2 medaglie:
  - 1 argento (bob a quattro a Lake Placid 1973);
  - 1 bronzo (bob a quattro a Sankt Moritz 1974).

### Europei
- 3 medaglie:
  - 1 oro: (bob a quattro a Sankt Moritz 1978);
  - 2 bronzi (bob a due a Breuil-Cervinia 1973; bob a quattro a Sankt Moritz 1972).